# 카스텔베트라노

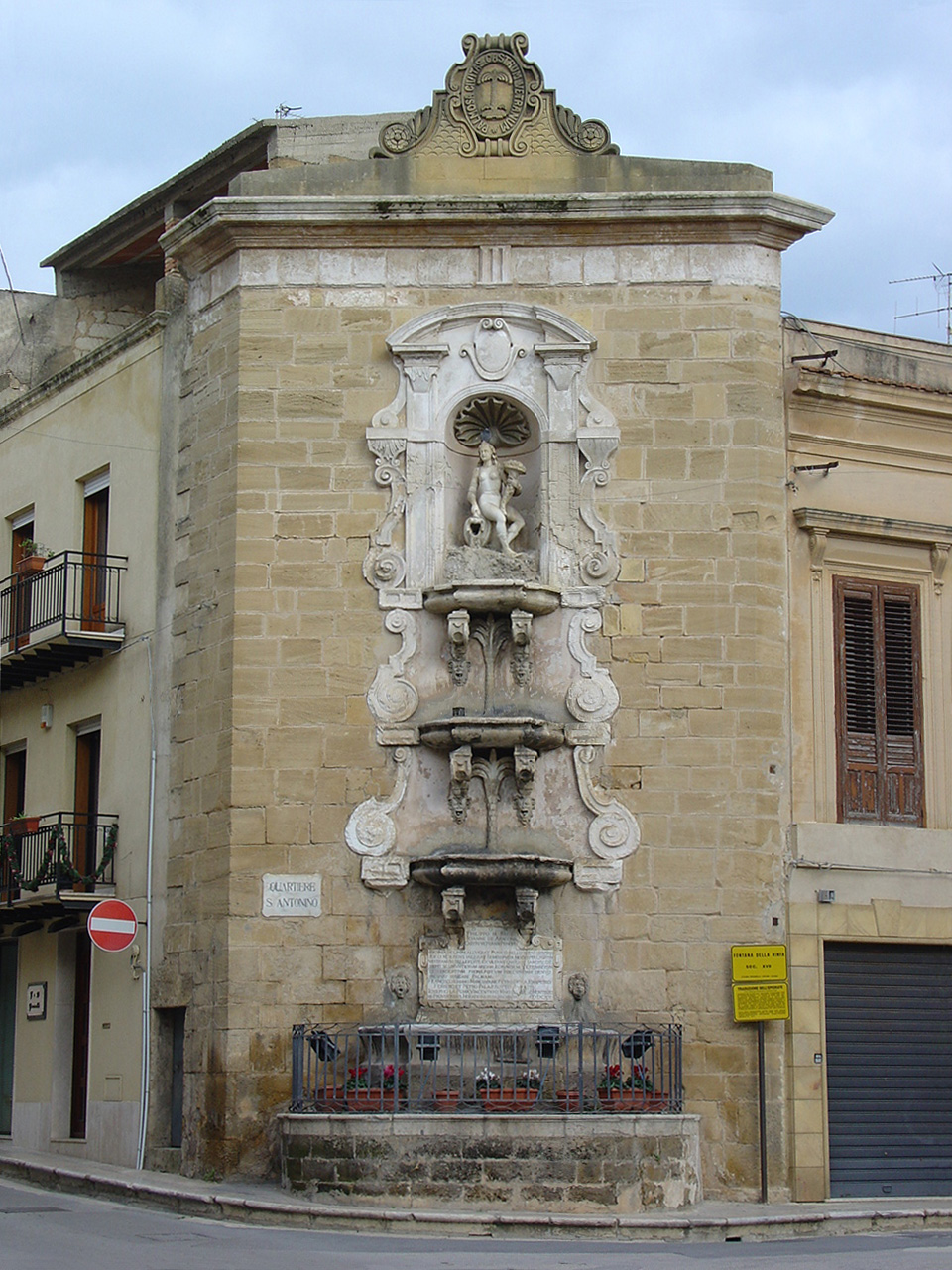
님프 분수.

카스텔베트라노(Castelvetrano, 시칠리아어: Castiḍḍuvitranu)는 이탈리아 남부 시칠리아, 트라파니도에 있는 도시이자 코무네이다. 셀리눈테의 고고학 유적지는 시 경계 내에 위치한다.
이 자치체는 캄포벨로디마차라, 마차라델발로, 멘피, 몬테바고, 파르탄나, 살레미 및 산타닌파와 접한다.

## 역사
역사 기록에 카스텔베트라노가 처음으로 언급된 것은 12세기와 13세기이다. 15세기에 카스텔베트라노를 포함하는 지역 도시 연맹의 기록이 존재한다. 도시 성벽 밖에 있는 성 요한 교회는 이 시기로 거슬러 올라가 1412년에 설립되었다.

## 경제
경제는 주로 농업에 기반을 두며, 포도나무와 올리브나무 재배가 주를 이룬다. 목공예(주로 가구) 또한 중요한 분야이다. 바예 델 벨리체 올리브 오일과 Nocellara del Belice DOP 식탁용 올리브는 유럽 연합에서 보호받는 지위를 가진다.

## 주요 볼거리
틀:Travel guide
카스텔베트라노의 중심부는 세 개의 연결된 광장으로 이루어져 있으며, 이 지역 내에서 많은 기념물들을 찾아볼 수 있다. 주요 광장은 피아차 탈리아비아(Piazza Tagliavia)로, 현존하는 형태가 16세기까지 거슬러 올라가는 도시의 주요 교회인 키에사 마드레를 비롯한 많은 아름다운 건물들로 장식되어 있다. 교회 내부에는 페라로와 자코모 세르포타의 치장 벽토가 있다.
교회 근처에는 무니치피오(시청)가 있으며, 또한 1624~64년에 지어진 연옥 교회가 가까이 있다. 이 교회는 입면에 조각상들로 가득 차 있으며, 1470년에 지어진 산 도메니코 교회도 근처에 있다. 교회 내부에는 카를로 다라고나 탈리아비아 공작의 대리석 무덤이 있다.
카스텔베트라노 자치체 내, 트리시나와 마리넬라 디 셀리눈테의 작은 마을들 사이에 고대 그리스 도시인 셀리눈테의 고고학 공원이 있다.

## 저명한 인물
- 알폰소 카루아나, 악명 높은 이탈리아계 캐나다인 마피아 두목이자 Cuntrera-Caruana Mafia clan의 캐나다 지부 수장
- 잔카를로 코마레, 배우
- 조반니 젠틸레, 파시스트 철학자이자 베니토 무솔리니의 핵심 고문
- 마테오 메시나 데나로, 코사 노스트라 보스[5][6]

## 같이 보기
- 카스텔베트라노 비행장